# Alberto A. Nido
Alberto A. Nido (1er mars 1919 - 27 octobre 1991) est un brigadier-général de l'USAF qui, pendant la Seconde Guerre mondiale, a servi dans l'Aviation royale canadienne, la Royal Air Force et l'United States Army Air Forces. Il fut également le cofondateur de la Garde nationale aérienne de Porto Rico avec José Antonio Muñiz et Mihiel Gilormini.